# Y Gododdin
Y Gododdin (uttalas [ə gɔˈdɔðɪn]) är en medeltida kymrisk dikt som består av en serie elegier till männen i det britanniska kungariket Gododdin och deras allierade som, enligt den vedertagna tolkningen, dog i strid mot anglerna från Deira och Bernicia på en plats som kallas Catraeth. Dikten tillskrivs traditionellt barden Aneirin och finns bara kvar i ett manuskript som är känt som Aneirinboken (”Llyfr Aneirin”, ”Book of Aneirin”).